# Zelotes hermani
Zelotes hermani är en spindelart som först beskrevs av Cornelius Chyzer 1897.  Zelotes hermani ingår i släktet Zelotes och familjen plattbuksspindlar. Inga underarter finns listade i Catalogue of Life.